# 118173 Бармен
118173 Бармен (118173 Barmen) — астероїд головного поясу, відкритий 11 квітня 1991 року.
Тіссеранів параметр щодо Юпітера — 3,131.